# Lucie Ferliková
Lucie Ferliková (*3. 10. 1979, Kyjov) je česká malířka.
Po studiích na Střední uměleckoprůmyslové škole v Uherském Hradišti studovala na Fakultě výtvarných umění v Brně a Akademii výtvarných umění v Praze.

## Studia
- 1995 - 1999 Střední uměleckoprůmyslová škola, Uherské Hradiště
- 1999 - 2004 Fakulta výtvarných umění VUT v Brně, (ateliér malby 2 - Prof. Martin Mainer)
- 2004 - 2005 Akademie výtvarných umění v Praze, (ateliér intermédia - Prof. Milan Knížák)

### Stáže
- 2001 - 2002 Academia di Belle Arti di Brera, Miláno, Itálie (ateliér nových médií - prof. Diego Esposito)
- 2002 - 2004 Akademie výtvarných umění v Praze - (ateliér intermédia - Prof. M. Knížák)

## Ocenění
- 1999 - Dobrý Design - návrh a prototyp letní obuvi

## Výstavy
- 2001 Staroměstské radnice, Praha - ateliérová výstava, malba 2 FaVU
- 2002 Galerie NoD Roxi, Praha - ateliérová výstava, malba 2 FaVU
- 2003 Festival Nových médií, Cheb
- 2003 Alšova Jihočeská galerie , České Budějovice - ateliérová výstava, intemédia
- 2004 Galerie, Plzeň - ateliérová výstava, intemédia
- 2004 Galerie B, Prostějov, S kostlivcem v pokoji - L. Ferliková a L. Malina
- 2005 Galerie XXL, Louny - ateliérová výstava, intemédia
- 2005 Galerie Factory, Praha - ateliérová výstava, intemédia
- 2005 NG Veletržní palác, Praha - výstava diplomantů AVU
- 2005-2008 NG Veletržní palác, Praha - expozice současného českého sochařského umění
- 2006 Galerie Avu, Praha - Spoon Pool - autorská výstava
- 2006 Galerie Avu, Praha - Slečno, milujete mého muže?
- 2007 Entrance, Praha - Včera, dnes a zítra - autorská výstava
- 2007 Galerie Doma, Kyjov - Retrospekce - autorská výstava
- 2007 Zámecká galerie, Uherský ostroh - Intimita, kurátoři: Vojtěch Pertatour, Barbora Lungová
- 2008 Galerie Dolmen, Brno - Tři - autorská výstava
- 2008 Galerie Faktory, Praha – Veletrh ART PRAGUE
- 2008 Galerie výtvarného umění Hodonín, MLADÉ SETKÁNÍ - XI. Mezinárodní trienále mladých výtvarníků
- 2008 Galerie výtvarného umění Hodonín, Malý Formát -výstava ze sympozia
- 2009 Divus Unit 30, London, FAIRYTALE - Lucie Ferliková & Denisa Krausová
- 2009 Ambasáda České republiky, Berlín, 19 let ateliéru intermedia, kurátor Milan Perič
- 2009 Reduta, Brno- Dívčí sen 2009 - testosteron, Kurátor B. Lungová
- 2009 Actuel´ Art lagalerie, Paris - autorská výstava v cycle tchéque - kurátorka Nela Pavloušková
- 2014 Oblastní galerie Vysočiny v Jihlavě - O Světlonoši